# Lingua artificiale
Una lingua pianificata (spesso chiamata lingua inventata o impropriamente lingua artificiale) è una lingua creata dall'ingegno attribuibile a una sola persona o a un gruppo di lavoro, che ne sviluppa deliberatamente la fonologia, la grammatica e il vocabolario. Nel caso delle lingue ausiliarie può capitare che, per aumentarne la diffusione, il vocabolario venga fatto derivare in parte da altre lingue, soprattutto non pianificate, più diffuse o preesistenti. 
Alcune lingue pianificate sono state costruite per l'uso nella comunicazione umana, specialmente per essere utilizzate come lingue internazionali ausiliarie, altre sono state create per l'uso in opere di finzione, nella sperimentazione linguistica, nello sviluppo di codici segreti o solo per il gusto di farlo. Quest'ultima categoria si può ulteriormente suddividere tra le lingue usate per rappresentare un mondo fantastico artisticamente costruito, oppure come semplice passatempo.
Il sinonimo "lingua artificiale" viene utilizzato impropriamente talvolta in riferimento alle "lingue in tutto o in parte pianificate". La definizione è imprecisa, soprattutto a causa del fatto che quasi tutte le lingue chiamate impropriamente naturali, per opposizione a quelle artificiali, posseggono elementi di artificialità ovvero di pianificazione più o meno marcati. Il termine pianificazione linguistica può quindi far riferimento alle misure normative approntate nei confronti di una lingua cosiddetta naturale ma stravolgendone la supposta naturalità. Essendo quindi chiaro che le "lingue naturali" possono presentare una certa quantità di artificialità, nel caso delle grammatiche regolarizzate, la linea di demarcazione tra lingue naturali e artificiali risulta spesso assai sottile. Più in generale quindi il termine pianificazione linguistica indica un intervento decisionale al di fuori della naturale evoluzione della lingua. Questi interventi sono spesso a posteriori sulle lingue naturali, e a priori nel caso delle lingue totalmente o in gran parte pianificate.
È quindi corretto affermare che tutte o quasi le lingue posseggono un certo grado di pianificazione, e a seconda del livello del quale vengono anche genericamente chiamate naturali o artificiali.
L'atto del creare tali lingue viene definito glossopoiesi, dal greco glóssa = "lingua" e póiesis = "creazione". Gli autori di lingue artificiali sono detti glottoteti, o glossopoieti o glossopoeti.

## Classificazione per scopo delle lingue inventate
La maggior parte delle lingue completamente pianificate possono essere suddivise approssimativamente in base agli scopi per cui sono state ideate:
- Lingue ausiliarie: quelle progettate per la comunicazione internazionale;
- lingue artistiche: quelle progettate per l'utilizzo all'interno di opere artistiche o per puro diletto;
- lingue logiche: quelle progettate per scopi di sperimentazione filosofica e logica.

## Lingue "a priori" e lingue "a posteriori"
Le lingue artificiali sono spesso divise in lingue "a priori", nelle quali gran parte della grammatica e del vocabolario è costruito dal nulla (usando l'immaginazione dell'autore o mezzi computazionali automatici) e lingue "a posteriori", dove la grammatica e il vocabolario sono derivati da una o più lingue naturali.
Di fatto, si può dire che una lingua artificiale "a posteriori" soddisfa la proprietà della doppia articolazione (tipica di una lingua naturale) e possiede determinati sostrati linguistici che si trovano nella competenza linguistica del creatore, dei quali il più importante è la sua lingua materna; in generale, più i sostrati sono numerosi più il sistema risulterà elaborato e complesso (grado di ibridità).
Una lingua "a priori" invece non soddisfa né il criterio della doppia articolazione, né la presenza di sostrato linguistico nella competenza del creatore e quindi si può considerare semplice semiotica artificiale (ovvero una combinazione di segni) piuttosto che una vera e propria lingua artificiale.

## Lingue naturalistiche e non naturalistiche
Le lingue artificiali "a posteriori" possono ulteriormente esser divise in lingue pianificate naturalistiche, che seguono da vicino le lingue naturali da cui sono state costruite con l'obiettivo di minimizzare il tempo d'apprendimento e lingue pianificate schematiche, le cui caratteristiche sono deliberatamente semplificate o sintetizzate da varie sorgenti. 
In ogni caso, le lingue artificiali ausiliarie internazionali godono di un'ottima analizzabilità dei morfemi (per questo motivo la maggior parte di esse viene classificata tra le lingue agglutinanti), hanno paradigmi ridotti e molto regolari, nonché un livello di allofonia tendente a zero. Queste proprietà le rendono per certi versi simili alle lingue dei bambini e conseguentemente il loro apprendimento da adulti in generale è più rapido di quello delle lingue storico-naturali esistenti nel mondo.
Le lingue sperimentali e le lingue di finzione "a posteriori" possono anch'esse essere naturalistiche, nel senso che possono assomigliare alle lingue naturali e tentare di seguire le regole naturali del cambiamento fonologico, morfologico e lessicale. Soprattutto le lingue artistiche, che non sono create solitamente con lo scopo di facilitare la comunicazione o l'apprendimento, tendono a essere più difficili e complesse rispetto alle lingue naturali, perché cercano di imitare al massimo i comportamenti comuni dei linguaggi naturali come i verbi e i nomi irregolari o le complicate regole fonologiche.

## Lingue pianificate e lingue non pianificate
La differenza tra lingue non pianificate o naturali e lingue pianificate risiede nel fatto che le prime si sono sviluppate ed affermate spontaneamente nelle culture umane, mentre le ultime sono un atto di creazione consapevole e deliberata. Le lingue pianificate non sono, infatti, di solito il mezzo di comunicazione originario di una popolazione. Tuttavia, anche una lingua pianificata può avere "parlanti nativi", se i bambini l'apprendono durante l'infanzia da genitori che hanno imparato la lingua. L'esperanto ha un numero considerevole di parlanti nativi stimato tra le 200 e le 2000 persone. Un membro dell'Istituto della lingua klingon, d'Armond Speers cercò di educare il suo figlio come un parlante nativo di klingon, ma scoprì alla fine che il vocabolario klingon a quel tempo non era abbastanza ampio da esprimere il gran numero d'oggetti normalmente presenti in una casa, come "tavolo" e "bottiglia".
Al momento della creazione un idioma inventato è privo di una comunità di parlanti. La varietà standard di una lingua inventata viene pianificata a tavolino, generalmente per iscritto, per opera del creatore che, da solo o con un gruppo di lavoro, assegna al sistema una propria fonologia, una morfologia, una sintassi (quindi una sua propria grammatica) e di solito anche un lessico, generalmente aperto ad ampliamenti successivi. Tale forma non è riconducibile a un singolo sistema linguistico già esistente, sia esso inventato o meno. Se la creazione di una lingua intacca solo il livello lessicale non si parlerà di lingua pianificata ma di gergo (cfr. l'argot francese o lo slang inglese).
Tutte le lingue hanno comunque in comune la stessa funzione e gli stessi mezzi. Si servono di regole grammaticali prestabilite e di un vocabolario di termini più o meno folto, e sono in grado di esprimere qualsiasi concetto o discorso, traducibile in qualunque altra lingua, con più o meno capacità espressiva, derivate dalla complessità e dal livello di sofisticazione della grammatica della lingua stessa. Quindi i sostenitori di particolari lingue pianificate trovano spesso molte ragioni per usarle, in particolare quando queste sono state create come lingue ausiliarie. Tra queste ci sono sicuramente il fatto che una lingua pianificata può esprimere in teoria gli stessi concetti di una qualsiasi altra lingua. Inoltre esiste la famosa ma contestata ipotesi di Sapir-Whorf, ovvero che una lingua essenzialmente limita o espande il modo in cui uno pensa. Una lingua "migliore", costruita o perfezionata a tavolino, dovrebbe permettere al parlante di raggiungere un livello d'intelligenza superiore, o di comprendere un numero maggiore di modi di pensare. Ma la validità di questa affermazione è tutta da dimostrare.

## Motivazioni nella invenzione o pianificazione di una lingua
La motivazione per l'invenzione di una nuova lingua riveste una grande importanza. Molte hanno una motivazione ludico / artistico-espressiva come per esempio la lingua klingon, creata in origine per un film della serie di Star Trek. Spesso un senso missionario come le lingue ausiliarie internazionali, evidente per esempio per Ludwig Zamenhof e addirittura un particolare senso del sacro, presente come elemento sia in Zamenhof che soprattutto in Alessandro Bausani.
La motivazione ludico-sacrale non è certo l'unica: molto spesso ci sono motivazioni "laiche" e, per così dire, "utilitaristiche". Nelle intenzioni di molti creatori il loro progetto di lingua artificiale deve facilitare la comunicazione tra parlanti nativi di lingue diverse, su un piano di parità, senza cioè favorire né l'uno né l'altro (vocazione ausiliaria). Se una lingua inventata ha tale vocazione ausiliaria, il creatore cercherà di formare una comunità di parlanti che la sostenga.
È altamente probabile che questa comunità crei istituzioni preposte al controllo, al sostegno e allo sviluppo della lingua, che produrranno inevitabilmente un processo di burocratizzazione della lingua artificiale.
Attualmente sono solo tre le lingue artificiali che hanno raggiunto questo stadio: l'esperanto, l'ido e l'interlingua anche se con livelli di diffusione nettamente diversi. Esistono inoltre lingue inventate per essere usate in contesti specifici (dette "lingue a pragmaticità limitata").

## Tipi di lingue pianificate
- Latiniche: lingue create basandosi sul Latino ovvero usare l'alfabeto latino e lasciare le parole molto simili, aggiungendo anche -mus -us -as -tus -cus -lus...;
- Alibere: lingue libere ma che utilizzano l'alfabeto latino;
- Libere: lingue che utilizzano altri alfabeti e altri vocaboli.

## Genesi e sviluppo delle lingue pianificate
Su un migliaio di progetti, solo una decina ha potuto vantare una comunità linguistica che la parli, e solo l'esperanto è riuscito ad essere parlato anche in ambito familiare per più di una generazione con parlanti nativi. Probabilmente perché una lingua totalmente pianificata, come qualsiasi altra lingua, deve acquisire un sostegno culturale, cosa che solo l'Esperanto è riuscito ad ottenere fino ad ora, con migliaia di pubblicazioni originali, tanto da riuscire ad ottenere un riconoscimento anche dal PEN, con una propria sezione dedicata alla letteratura Esperanto.
Nell'arco di una generazione si avranno parlanti nativi (L1). Una lingua pianificata condivide con le lingue etnico-storiche tutte le proprietà fondamentali a eccezione della priorità storica del parlato. Un esempio attuale di lingua pianificata (ma non ausiliaria) che ha completato il processo di naturalizzazione è l'ebraico moderno, basato sugli antichi ebraico biblico e mishnaico, già sostituiti dall'aramaico nella Palestina ai tempi della predicazione di Gesù Cristo; e influenzato dallo yiddish, parlato dagli ebrei ashkenaziti dell'Europa centrale.